# Маунтбеттен, Джордж, 2-й маркиз Милфорд-Хейвен
Джордж Луис Генри Виктор Серж Маунтбеттен, 2-й маркиз Милфорд-Хейвен (англ. George Louis Victor Henry Serge Mountbatten, 2nd Marquess of Milford Haven; 6 ноября 1892 — 8 апреля 1938) — старший сын принца Людвига Александра Баттенберга, позже 1-го маркиза Милфорд-Хейвен, и принцессы Виктории Гессен-Дармштадской.

## Биография
Джордж родился 6 ноября 1892 года в Дармштадте и был первым сыном и третьим ребёнком в семье. Мальчик получил имена «Джордж» (в честь двоюродного дяди Георга, герцога Йоркского); «Луис» (в честь деда великого герцога Гессенского); «Виктор» (в честь двоюродной бабки германской императрицы Виктории); «Генри» (в честь дяди принца Генри Баттенберга) и «Серж» (в честь дяди великого князя Сергея Александровича). В семье его называли «Джорджи». До 1917 года известен под фамилией Баттенберг. Умер в возрасте 45 лет от рака костного мозга.
Его братья и сестры: принцесса Алиса Баттенберг (мать герцога Эдинбургского), королева Швеции Луиза и Луис Маунтбеттен, 1-й граф Маунтбеттен Бирманский.
Он был опытным математиком, который «мог бы работать над сложными артиллерийскими проблемами в голове» и «читать книги по математическому анализу случайно в поездках». Королева Елизавета II сказала о нём: «Он был одним из самых умных и блестящих людей».

### Брак и дети
Женился на графине Надежде Михайловне де Торби (дочери великого князя Михаила Михайловича Романова и Софии фон Меренберг, графини де Торби) 15 ноября 1916 в Лондоне. Они жили в поместье Линден в Холипорте, графство Беркшир, и имел двоих детей:
- Леди Татьяна Элизабет Маунтбеттен (16 декабря 1917 — 15 мая 1988)
- Дэвид Маунтбеттен, 3-й маркиз Милфорд-Хейвен (12 мая 1919 — 14 апреля 1970)

## Титулы
- 1892-1917: Его Светлость принц Джордж фон Баттенберг.
- 1917-1921: Граф Медина.
- 1921-1938: Достопочтенный маркиз Милфорд-Хейвен.